# Husovický tunel
Husovický tunel je silniční tunel v Brně, součást silnice I/42, respektive brněnského Velkého městského okruhu (VMO). Nachází se v severní části města, na rozhraní katastrů Husovic a Černých Polí.

## Popis
Tunel ve tvaru dvou protisměrných oblouků je tvořen dvěma samostatnými tunelovými rourami, každá z nich je dvoupruhová a určená pro jeden směr dopravy. Levý tubus tunelu měří 585 m, pravý 578 m. Ve směru od Králova Pole na tunel navazuje zbytek stavby „VMO Kohoutova“ (ulice Porgesova) s mimoúrovňovou křižovatkou postavený v kategorii M 24,5/60 a dále stavba „VMO Lesnická, mosty“. U husovického portálu se nachází provizorní úrovňová křižovatka s ulicí Provazníkovou, po plánované dostavbě VMO zde bude navazovat mostní estakáda – stavba „VMO Tomkovo náměstí“. Niveleta vozovky v tunelu klesá v rozmezí 3,17–4,50 % ve směru k Husovicím.
Vzhledem k malé hloubce a faktu, že stavba kopíruje trasu ne příliš zastavěné ulice Kohoutovy, je tunel hloubený. Stavěn byl pomocí prefabrikovaných podzemních stěn, po jejichž dokončení byla vnitřní zemina o objemu 70 000 m³ odtěžena a následně byla vybetonována monolitická železobetonová stropní deska. Projektantem celé stavby byl Dopravoprojekt Brno, generálním dodavatelem ŽS Brno.

## Historie
Tunel byl postaven jako součást stavby „VMO Kohoutova“ v letech 1996–1999 v rámci budování brněnského Velkého městského okruhu. K otevření vybudovaného úseku došlo 18. prosince 1998.
V červenci a srpnu 2019 proběhla během celkové uzavírky tunelu kompletní modernizace jeho technologií (zabezpečení, osvětlení, klimatizace, řídicí systémy) za celkovou částku 142 milionů korun.